# Synagoge (Beaumarais)
Die Synagoge befand sich in dem Saarlouiser Stadtteil Beaumarais. Errichtet wurde sie zwischen 1844 und 1850 in der damaligen Muhlenstraße. Heute steht an dieser Stelle ein Wohnhaus.

## Geschichte
Bis in die Mitte des 19. Jhd. nutzte die jüdische Gemeinschaft in Beaumarais die Synagoge im benachbarten Wallerfangen gemeinsam mit der dortigen jüdischen Gemeinde. Nachdem es bereits 1817 zu Spannungen zwischen den beiden Gemeinschaften und einer kurzfristigen Trennung kam, erbaute die jüdische Gemeinde Beaumarais zwischen 1844 und 1850 eine eigene Synagoge in der damaligen Muhlenstraße (der Straßenname lautet heute In der Muhl). Dabei handelte es sich um einen einfachen Saalbau mit Satteldach von 12,50 Meter Länge, 8 Meter Breite und ca. 6 Metern Höhe. In der Hauswand zur Straßenseite hin befanden sich drei große Rundbogenfenster. Die gegenüberliegende Seite des Gebäudes hatte dagegen nur ein solches Fenster. In der Giebelwand über dem Eingang befand sich ein Rundfenster. Ein für 1891 geplanter Neubau der Synagoge konnte nicht durchgeführt werden, da das Innenministerium dem Antrag auf finanzielle Unterstützung nicht stattgab und damit die benötigten Mittel durch die Gemeinde nicht aufgebracht werden konnte. Ab ca. 1936 wurde die Synagoge nicht mehr als solche genutzt, war aber den Quellen nach noch bewohnt. Von 1945 bis 1962 stand das Gebäude leer. Ab 1962 wurde es dann als Lager genutzt, bevor es 1967 bis auf die Mauern unterhalb der Fensterbänke zurückgebaut wurde. Im Anschluss daran erfolgte die Aufstockung und der Umbau zu einem Wohnhaus. Das Wohnhaus ist noch heute erhalten (In der Muhl 3).

## Jüdische Gemeinde Beaumarais
Erstmals erwähnt werden jüdische Familien in Beaumarais im Jahr 1783. Zu diesem Zeitpunkt lebten in den beiden Gemeinden Beaumarais und Wallerfangen insgesamt 12 jüdische Familien. Mit dem Bau der Synagoge wurde Beaumarais eigenständige Kultusgemeinde. 1863 wird erstmals ein Synagogenverein in Beaumarais erwähnt. Die Toten wurden, da kein eigener Friedhof vorhanden war, auf dem jüdischen Friedhof in Dillingen und dem jüdischen Friedhof in Saarlouis beigesetzt. Neben der Synagoge verfügte die Gemeinde auch über eine Religionsschule. 1892 stellte die Gemeinde einen Religionslehrer an, der auch die Aufgaben eines Vorbeters und eines Schochet innehatte. Die Zahl der Gemeindemitglieder stieg ständig an. Im Jahr 1895 lebten 50 Personen in der Gemeinde. Im Laufe der nächsten Jahre nahm die Zahl allerdings immer weiter ab. 1935 lebten noch 24 Mitglieder der jüdischen Gemeinde in Beaumarais, von denen die meisten nach dem Volksentscheid 1935 und dem damit verbundenen Anschluss des Saargebietes an das Deutsche Reich emigrierten. Damit löste sich die jüdische Gemeinde in Beaumarais auf.
Folgende, in Beaumarais geborene, Mitglieder der jüdischen Gemeinschaft wurden während der Zeit des Nationalsozialismus ermordet:
| Name    | Vorname  | Todeszeitpunkt     | Alter | Ort des Todes                        | Bemerkung                                                      | Quellen |
| ------- | -------- | ------------------ | ----- | ------------------------------------ | -------------------------------------------------------------- | --- |
| Bernard | Maurice  | 1944               | 35    | Konzentrationslager Auschwitz, Polen | Deportation vom Sammellager Drancy (Frankreich) nach Auschwitz | Yad Vashem (Datenbank, Datensatz Nr. 3161034)                                                                       |
| Hanau   | Marx     | 13. November 1938  | 63    | Saarbrücken, Gefängnis               |                                                                | A) Yad Vashem (Datenbank, Datensatz Nr. 11515935) B) Gedenkbuch für die Opfer der NS-Judenverfolgung in Deutschland |
| Hanau   | Simon    | 23. September 1942 | 66    | Konzentrationslager Auschwitz, Polen | Deportation vom Sammellager Drancy (Frankreich) nach Auschwitz | A) Yad Vashem (Datenbank, Datensatz Nr. 11515948) B) Gedenkbuch für die Opfer der NS-Judenverfolgung in Deutschland |
| Israel  | Caroline | 1944               | 89    | Konzentrationslager Auschwitz, Polen | Deportation vom Sammellager Drancy (Frankreich) nach Auschwitz | Yad Vashem (Datenbank, Datensatz Nr. 1819048)                                                                       |
| Neumann | Bruno    | 14. August 1942    | 29    | Konzentrationslager Auschwitz, Polen |                                                                | Yad Vashem (Datenbank, Datensatz Nr. 5387268)                                                                       |
| Zajak   | Leonia   | 9. Juli 1943       | 49    | Vernichtungslager Sobibor            |                                                                | Yad Vashem (Datenbank, Datensatz Nr. 4313157)                                                                       |
| 1.      |          |                    |       |                                      |                                                                | |